# Liste der Naturdenkmale in Sevenig bei Neuerburg
Die Liste der Naturdenkmale in Sevenig bei Neuerburg nennt die im Gemeindegebiet von Sevenig bei Neuerburg ausgewiesenen Naturdenkmale (Stand 13. April 2024).

## Naturdenkmale
| Nr.         | Bezeichnung           | Lage                           | Beschreibung | Bild                                    |
| ----------- | --------------------- | ------------------------------ | ------------ | --------------------------------------- |
| ND-7232-504 | Ulme beim Hof Munkler | Dorfstraße, hinter Nr. 10 Lage | Ulmus sp.    | Direkt Bild zu diesem Denkmal hochladen |